# Dietrich von Haeften
Hans-Dietrich von Haeften (* 13. März 1940 in Coburg; † 20. Dezember 2022) war ein deutscher Offizier und Sachbuchautor.

## Leben
Haeften war der Sohn des Oberstleutnants Hans-Georg von Haeften (1904–1942) und der Generalstochter Ilse Keffel (1912–1990).
Haeften wurde als Oberst im Generalstab der Bundeswehr aus dem aktiven Dienst verabschiedet. Nach seiner Pensionierung verfasste er Lehrbücher über den Segelsport. Er war aktives Mitglied im Deutschen Segler-Verband und lebte in Hamburg.
Haeften heiratete am 2. Juni 1966 in Duisburg Hedda Adams (* 1940). Das Ehepaar hatte zwei Söhne.

## Bücher
- 2008:  Sturm, was tun?, ISBN 978-3-87412-140-8
- 2007: Sportseeschifferschein, ISBN 978-3-7688-1165-1
- 1998: Übungen und Aufgaben zum Sportseeschifferschein, ISBN 978-3-7688-0847-7
- 1999: Sportseeschifferschein: Übungen und Aufgaben zum Sportseeschifferschein
- 1997: Sportseeschifferschein und Segelführerschein BK
- 1997: How to Cope with Storms
- 1996:  Mann über Bord. Rettungsmanöver unter Segel und Motor.
- 1993: Sicherheit auf See
- Hans-Dietrich von Haeften (Co-Autor): Sicherheitsrichtlinien. Ausrüstung und Sicherheit von Segelyachten/Mehrrumpfbooten, Hrsg.: Kreuzer-Abteilung des deutschen Segler-Verbandes, ISBN 3-88412-036-0 PDF-Datei 15 kB